# Lijst van rijksmonumenten in Laren (Noord-Holland)
De Noord-Hollandse plaats Laren telt 96 inschrijvingen in het rijksmonumentenregister, hieronder een overzicht. Zie ook de gemeentelijke monumenten in Laren.
| Object | Oorspronkelijke functie?  | Bouwjaar                    | Architect                 | Locatie                          | Coördinaten?                  | Nr.?   | Afbeelding |
| --- | ------------------------- | --------------------------- | ------------------------- | -------------------------------- | ----------------------------- | ------ | --- |
| Boerderij, topgevel, langhuis, schuiframen met kleine roeden en halve luiken | Boerderij                 |                             |                           | Zijtak 4                         | 52° 15' 11" NB, 5° 13' 37" OL | 18259  | Meer afbeeldingen |
| Gedeelte van drie landarbeiderswoningen, in elkaars verlengde onder een met riet gedekt zadeldak gelegen. Puntgevel met vlechtingen | Bedrijfs-,fabriekswoning  | 18e eeuw                    |                           | Ambachtstraat 11                 | 52° 15' 13" NB, 5° 13' 37" OL | 23934  | Gedeelte van drie landarbeiderswoningen, in elkaars verlengde onder een met riet gedekt zadeldak gelegen. Puntgevel met vlechtingen                      |
| Gedeelte van drie landarbeiderswoningen, in elkaars verlengde onder een met riet gedekt zadeldak gelegen | Bedrijfs-,fabriekswoning  | 18e eeuw                    |                           | Ambachtstraat 13                 | 52° 15' 13" NB, 5° 13' 37" OL | 23935  | Meer afbeeldingen |
| Boerderij, langhuis, naast Bonte Paard | Boerderij                 |                             |                           | Naarderstraat 3                  | 52° 15' 25" NB, 5° 13' 24" OL | 23936  | Meer afbeeldingen |
| Boerderij "Laren Hoven" forse topgevel, schuiframen met kleine roeden, langhuis | Boerderij                 |                             |                           | Eemnesserweg 5                   | 52° 15' 20" NB, 5° 13' 40" OL | 23937  | Meer afbeeldingen |
| Witgepleisterd huisje met uitbouw aan de voorzijde | Boerderij                 |                             |                           | Eemnesserweg 35                  | 52° 15' 19" NB, 5° 14' 26" OL | 23938  | Meer afbeeldingen |
| Boerderij, voorgevel met opengewerkte houten versiering, langhuis | Boerderij                 | midden 19e eeuw             |                           | Kerklaan 1                       | 52° 15' 27" NB, 5° 13' 37" OL | 23939  | Meer afbeeldingen |
| Wevershuisje, dat een geheel vormt met perceel Kerklaan 5. In de voor- en zijgevel vensters met roedeverdeling. Inwendig oorspronkelijk bedstede-beschot | Woonhuis                  | 18e eeuw                    |                           | Kerklaan 3                       | 52° 15' 27" NB, 5° 13' 38" OL | 23940  | Wevershuisje, dat een geheel vormt met perceel Kerklaan 5. In de voor- en zijgevel vensters met roedeverdeling. Inwendig oorspronkelijk bedstede-beschot |
| Wevershuisje, dat een geheel vormt met perceel Kerklaan 3. In de voor- en zijgevel vensters met roedeverdeling. Inwendig oorspronkelijk bedstedebeschot | Woonhuis                  | 18e eeuw                    |                           | Kerklaan 5                       | 52° 15' 27" NB, 5° 13' 39" OL | 23941  | Meer afbeeldingen |
| Boerderijtje, langhuis | Boerderij                 |                             |                           | Kerklaan 7                       | 52° 15' 28" NB, 5° 13' 40" OL | 23942  | Meer afbeeldingen |
| Boerderij, zijbaander met topgevel | Boerderij                 | 18e eeuw                    |                           | Kerklaan 10                      | 52° 15' 27" NB, 5° 13' 41" OL | 23943  | Meer afbeeldingen |
| Lage arbeiderswoning onder een rieten zadeldak, eindigend in topgevel | Bedrijfs-,fabriekswoning  |                             |                           | Molenweg 7                       | 52° 15' 17" NB, 5° 13' 18" OL | 23944  | Meer afbeeldingen |
| Lage arbeiderswoning onder een rieten zadeldak | Bedrijfs-,fabriekswoning  |                             |                           | Molenweg 9                       | 52° 15' 16" NB, 5° 13' 18" OL | 23945  | Meer afbeeldingen |
| Lage arbeiderswoning onder een rieten zadeldak | Bedrijfs-,fabriekswoning  |                             |                           | Molenweg 11                      | 52° 15' 16" NB, 5° 13' 18" OL | 23946  | Meer afbeeldingen |
| Lage arbeiderswoning onder een rieten zadeldak, eindigend in topgevel | Bedrijfs-,fabriekswoning  |                             |                           | Molenweg 13                      | 52° 15' 16" NB, 5° 13' 18" OL | 23947  | Meer afbeeldingen |
| Boerderij, langhuis, zijbaander langgerekt fraai rieten dak | Boerderij                 |                             |                           | Molenweg 35                      | 52° 15' 13" NB, 5° 13' 26" OL | 23948  | Meer afbeeldingen |
| De Korenmolen | Industrie- en poldermolen | 1773/1996                   |                           | Molenweg 2B                      | 52° 15' 15" NB, 5° 13' 18" OL | 23949  | Meer afbeeldingen |
| Café "Het Bonte Paard" herberg/boerderij, ingrijpend verbouwd met topgevel en haaks vleugel hierop | Horeca                    |                             |                           | Naarderstraat 1                  | 52° 15' 25" NB, 5° 13' 26" OL | 23950  | Meer afbeeldingen |
| Kerktoren van de Johanneskerk | Kerk en kerkonderdeel     | ca. 1500                    |                           | Naarderstraat 5                  | 52° 15' 26" NB, 5° 13' 24" OL | 23951  | Meer afbeeldingen |
| Johanneskerk | Kerk en kerkonderdeel     | ca. 1500                    |                           | Naarderstraat 5                  | 52° 15' 26" NB, 5° 13' 24" OL | 23952  | Meer afbeeldingen |
| Boerderij, langhuistype, langgerekt rieten dak | Boerderij                 | 18e eeuw                    |                           | Naarderstraat 46                 | 52° 15' 35" NB, 5° 13' 23" OL | 23953  | Meer afbeeldingen |
| Reeks van vier aaneengebouwde arbeiderswoningen, gedekt met pannen zadeldak. De 20-ruitsschuifvensters met luiken behangen. Boven de voordeuren een smal vierruits bovenlicht. De gemetselde gevel aan de lange zijde niet afgesloten door een lijst of door een goot. De tuitgevels afgesloten door een rollaag | Woonhuis                  |                             |                           | Nieuwlarenweg 2                  | 52° 15' 27" NB, 5° 13' 19" OL | 23954  | Meer afbeeldingen |
| Boerderij "Lindenhoeve" langhuis met zijbaander, hoog rieten dak | Boerderij                 |                             |                           | Burgemeester van Nispenstraat 27 | 52° 15' 20" NB, 5° 13' 19" OL | 23955  | Meer afbeeldingen |
| Woning met zadeldak in topgevels eindigend | Woonhuis                  | 18e eeuw                    |                           | Oosterend 11                     | 52° 15' 36" NB, 5° 13' 33" OL | 23956  | Meer afbeeldingen |
| Boerderij, langhuis, langgerekt huis met topgevel, zijbaander | Boerderij                 |                             |                           | Oosterend 17-21                  | 52° 15' 37" NB, 5° 13' 37" OL | 23957  | Meer afbeeldingen |
| Boerderij, langhuis, topgevel met gekartelde daklijst | Boerderij                 | 1872                        |                           | Oosterend 4                      | 52° 15' 35" NB, 5° 13' 26" OL | 23958  | Meer afbeeldingen |
| Woning met zadeldak in topgevels eindigend | Woonhuis                  |                             |                           | Oud Laren 5                      | 52° 15' 32" NB, 5° 13' 30" OL | 23959  | Meer afbeeldingen |
| Reeks lage huisjes, witgepleisterd steen, schuiframen met kleine roeden, zadeldak in topgevels eindigend | Woonhuis                  | 1791                        |                           | De Rijt 8                        | 52° 15' 30" NB, 5° 13' 38" OL | 23960  | Meer afbeeldingen |
| Boerderij, langhuis, rieten dak afgewolfde voorgevel, kleine roeden, halve luiken | Boerderij                 |                             |                           | Sint Janstraat 47A               | 52° 15' 5" NB, 5° 13' 24" OL  | 23962  | Meer afbeeldingen |
| Pand zonder verdieping onder rieten zadeldak | Woonhuis                  | eind 17e of begin 19e eeuw  |                           | Smidslaantje 2                   | 52° 15' 17" NB, 5° 13' 32" OL | 23963  | Meer afbeeldingen |
| Pandje, zonder verdieping. Tegen een puntgevel aansluitend rieten zadeldak, doorlopend over de nrs 8-12. Vensters roedenverdeling uit de bouwtijd en luiken | Woonhuis                  | 18e eeuw                    |                           | Smidslaantje 6                   | 52° 15' 16" NB, 5° 13' 31" OL | 23964  | Meer afbeeldingen |
| Pand zonder verdieping, onder een rieten zadeldak met de aangrenzende panden | Woonhuis                  | 18e eeuw                    |                           | Smidslaantje 8                   | 52° 15' 16" NB, 5° 13' 30" OL | 23965  | Meer afbeeldingen |
| Pandje zonder verdieping, onder een rieten zadeldak met de aangrenzende panden | Bedrijfs-,fabriekswoning  | 18e eeuw                    |                           | Smidslaantje 10                  | 52° 15' 15" NB, 5° 13' 28" OL | 23966  | Meer afbeeldingen |
| Pand onder rieten dak met schildvormige beëindiging, rechts doorlopend over nr 10. Vensters met halve kruiskozijnen. Inwendig balkenzolders en tegelschouw uit de bouwtijd | Bedrijfs-,fabriekswoning  | 18e eeuw                    |                           | Smidslaantje 12                  | 52° 15' 15" NB, 5° 13' 28" OL | 23967  | Meer afbeeldingen |
| Steenbergen: landhuis | Woonhuis                  | 1911                        | K.P.C.de Bazel            | Steenbergen 6                    | 52° 15' 30" NB, 5° 12' 41" OL | 23968  | Steenbergen: landhuis |
| Steenbergen: tuinmanswoning | Dienstwoning              | eind 19e eeuw               |                           | Steenbergen 8                    | 52° 15' 30" NB, 5° 12' 36" OL | 23969  | Meer afbeeldingen |
| Weverswoning, topgevel, langgerekt huis met rieten dak | Woonhuis                  |                             |                           | Torenlaan 7                      | 52° 15' 32" NB, 5° 13' 36" OL | 23970  | Meer afbeeldingen |
| Boerderij, topgevel, langgerekt rieten dak op langhuis | Boerderij                 |                             |                           | Torenlaan 9                      | 52° 15' 31" NB, 5° 13' 38" OL | 23971  | Boerderij, topgevel, langgerekt rieten dak op langhuis                                                                                                   |
| Boerderij, langhuis, zijbaander langgerekt huis met topgevel | Boerderij                 |                             |                           | Torenlaan 33                     | 52° 15' 38" NB, 5° 13' 40" OL | 23972  | Meer afbeeldingen |
| Woning, rieten zadeldak in topgevels eindigend | Woonhuis                  |                             |                           | Torenlaan 38                     | 52° 15' 37" NB, 5° 13' 41" OL | 23973  | Meer afbeeldingen |
| Gedeelte van drie landarbeiderswoningen in elkaars verlengde onder een met riet gedekt zadeldak gelegen. Puntgevel aan de voorzijde, met vlechtingen, nieuw beklampt ca. 1900. Vensters met oude kozijnen en luiken                                                                                              | Bedrijfs-,fabriekswoning  | 18e eeuw                    |                           | Zevenend 4C                      | 52° 15' 13" NB, 5° 13' 38" OL | 23974  | Meer afbeeldingen |
| Boerderij, woonhuis met flauwhellend zadeldak in topgevels eindigend, haaks hierop bedrijfsgedeelte zijbaander, schuiframen met kleine roeden deels met halve luiken | Boerderij                 |                             |                           | Zevenend 6                       | 52° 15' 13" NB, 5° 13' 39" OL | 23975  | Meer afbeeldingen |
| Boerderij, langhuistype met rietgedekt dak, laag langgerekt gebouw, zijbaander | Boerderij                 |                             |                           | Zevenend 8                       | 52° 15' 10" NB, 5° 13' 42" OL | 23976  | Meer afbeeldingen |
| Terrein waarin een grafheuvel | Archeologisch monument    | Neolithicum en/of Bronstijd |                           |                                  | 52° 14' 45" NB, 5° 11' 32" OL | 45634  | Upload foto |
| Terrein waarin een grafheuvel | Archeologisch monument    | Neolithicum en/of Bronstijd |                           |                                  | 52° 14' 55" NB, 5° 11' 44" OL | 45635  | Upload foto |
| Terrein waarin één grafheuvel | Archeologisch monument    | Neolithicum en/of Bronstijd |                           |                                  | 52° 14' 10" NB, 5° 12' 56" OL | 45636  | Upload foto |
| Een rechthoekig door een wal omgeven terrein | Archeologisch monument    | vermoedelijk middeleeuws    |                           |                                  | 52° 15' 9" NB, 5° 11' 56" OL  | 45637  | Upload foto |
| Een door een ruitvormige wal omgeven terrein | Archeologisch monument    | vermoedelijk middeleeuws    |                           |                                  | 52° 14' 41" NB, 5° 12' 13" OL | 45638  | Upload foto |
| Terrein waarin twee grafheuvels | Archeologisch monument    | Neolithicum en/of Bronstijd |                           |                                  | 52° 14' 56" NB, 5° 11' 26" OL | 45640  | Upload foto |
| Terrein waarin sporen van bewoning | Archeologisch monument    | neolithicum-TRB-cultuur     |                           |                                  | 52° 14' 43" NB, 5° 13' 47" OL | 45641  | Upload foto |
| Terrein waarin tien grafheuvels | Archeologisch monument    | Neolithicum en/of Bronstijd |                           |                                  | 52° 14' 7" NB, 5° 12' 42" OL  | 45642  | Upload foto |
| Terrein waarin een omwalling | Archeologisch monument    | vermoedelijk middeleeuws    |                           |                                  | 52° 14' 15" NB, 5° 12' 30" OL | 45643  | Upload foto |
| Villa "Cradalis" | Woonhuis                  | 1928                        | F.H. Gerretsen C. Wegerif | Raboes 21                        | 52° 16' 6" NB, 5° 13' 12" OL  | 46777  | Meer afbeeldingen |
| Villa met paardenstal: villa | Woonhuis                  | 1924                        | Wouter Hamdorff           | Herdersweg 23                    | 52° 14' 58" NB, 5° 12' 19" OL | 511238 | Villa met paardenstal: villa |
| Villa met paardenstal: paardenstal | Boerderij                 | 1934                        | Wouter Hamdorff           | Herdersweg bij 23                | 52° 14' 58" NB, 5° 12' 19" OL | 511239 | Upload foto |
| Juliana-Oord, paviljoen Lieberg | Gezondheidszorg           | 1929-1930                   | A.P. van den Brink        | Leemzeulder 35                   | 52° 15' 55" NB, 5° 13' 10" OL | 511241 | Juliana-Oord, paviljoen Lieberg |
| Juliana-Oord, paviljoen Aalberg | Gezondheidszorg           | 1934-1935                   | A.P. van den Brink        | Leemzeulder 35                   | 52° 15' 55" NB, 5° 13' 10" OL | 511242 | Juliana-Oord, paviljoen Aalberg |
| Juliana-Oord, paviljoen Braamberg | Gezondheidszorg           | 1935-1936                   | A.P. van den Brink        | Leemzeulder 35                   | 52° 15' 55" NB, 5° 13' 10" OL | 511243 | Juliana-Oord, paviljoen Braamberg |
| Juliana-Oord, terrasaanleg | Tuin, park en plantsoen   | 1929-1936                   | A.P. van den Brink        | Leemzeulder bij 35               | 52° 15' 55" NB, 5° 13' 10" OL | 511244 | Upload foto |
| Voormalige dubbele atelierwoning | Werk-woonhuis             | 1906                        | Th. Rueter                | Oude Kerkweg 12                  | 52° 15' 11" NB, 5° 13' 50" OL | 511246 | Voormalige dubbele atelierwoning |
| Kleine schuur bij atelierwoning | Opslag                    | 1906                        | Th. Rueter                | Oude Kerkweg bij 12              | 52° 15' 11" NB, 5° 13' 51" OL | 511247 | Upload foto |
| Watertoren | Nutsbedrijf               | 1931-1933                   |                           | Rijksweg West 27                 | 52° 15' 31" NB, 5° 12' 26" OL | 511249 | Meer afbeeldingen |
| Watertoren: Overdekte gang naar kantoren en dienstwoning | Nutsbedrijf               | 1931-1933                   |                           | Rijksweg West bij 29             | 52° 15' 31" NB, 5° 12' 26" OL | 511250 | Watertoren: Overdekte gang naar kantoren en dienstwoning                                                                                                 |
| Watertorencomplex: kantoorgebouw met dienstwoning | Handel en kantoor         | 1933-1935                   |                           | Rijksweg West 29                 | 52° 15' 31" NB, 5° 12' 26" OL | 511251 | Watertorencomplex: kantoorgebouw met dienstwoning |
| Watertorencomplex: toegangshek met zes pilonen | Erfscheiding              | 1931-1933                   |                           | Rijksweg West bij 25             | 52° 15' 30" NB, 5° 12' 26" OL | 511252 | Upload foto |
| Watertorencomplex: dienstwoning | Dienstwoning              | 1931-1933                   |                           | Rijksweg West 25                 | 52° 15' 31" NB, 5° 12' 26" OL | 511253 | Upload foto |
| Watertorencomplex: stalling/opbergruimte | Opslag                    | 1931-1933                   |                           | Rijksweg West bij 27             | 52° 15' 31" NB, 5° 12' 26" OL | 511254 | Upload foto |
| Watertorencomplex: garage | Opslag                    | 1931-1933                   |                           | Rijksweg West bij 27             | 52° 15' 31" NB, 5° 12' 26" OL | 511255 | Upload foto |
| Watertorencomplex: toegangshek | Erfscheiding              | 1931-1933                   |                           | Rijksweg West bij 25             | 52° 15' 30" NB, 5° 12' 26" OL | 511256 | Upload foto |
| Atelierwoning: woonhuis | Werk-woonhuis             | 1920-1922                   | Wouter Hamdorff           | Zevenenderdrift 55               | 52° 14' 52" NB, 5° 13' 44" OL | 511258 | Upload foto |
| Atelierwoning: garage | Opslag                    | 1920-1921                   | Wouter Hamdorff           | Zevenenderdrift bij 55           | 52° 14' 52" NB, 5° 13' 44" OL | 511259 | Upload foto |
| Larenberg: hoofdgebouw | Kasteel, buitenplaats     | 1834                        |                           | Naarderstraat 82                 | 52° 15' 56" NB, 5° 12' 47" OL | 511261 | Meer afbeeldingen |
| Larenberg: historische tuin- en parkaanleg | Tuin, park en plantsoen   | 1834                        |                           | Naarderstraat bij 82             | 52° 15' 56" NB, 5° 12' 47" OL | 511262 | Meer afbeeldingen |
| Larenberg: voormalige paardenstal/koetshuis | Bijgebouwen kastelen enz. | 1897                        |                           | Naarderstraat 84                 | 52° 15' 58" NB, 5° 12' 47" OL | 511263 | Meer afbeeldingen |
| Larenberg: hekpijlers | Erfscheiding              | 1834                        |                           | Naarderstraat bij 82             | 52° 15' 56" NB, 5° 12' 47" OL | 511264 | Upload foto |
| Larenberg: theehuis | Bijgebouwen kastelen enz. | 1897                        |                           | Naarderstraat bij 82             | 52° 15' 56" NB, 5° 12' 47" OL | 511265 | Meer afbeeldingen |
| Larenberg: Dienstwoning | Dienstwoning              | 1897                        |                           | Naarderstraat 80                 | 52° 15' 50" NB, 5° 12' 55" OL | 511266 | Upload foto |
| Larenberg: Moestuinmuur | Erfscheiding              | 1897                        |                           | Naarderstraat bij 82             | 52° 15' 56" NB, 5° 12' 47" OL | 511267 | Upload foto |
| Larenberg: Verwarmde kas | Tuin, park en plantsoen   | 1920                        |                           | Naarderstraat bij 82             | 52° 15' 56" NB, 5° 12' 47" OL | 511268 | Upload foto |
| Larenberg: Schuur | Opslag                    | 1897                        |                           | Naarderstraat bij 82             | 52° 15' 56" NB, 5° 12' 47" OL | 511269 | Upload foto |
| Erfscheiding met twee lantaarns | Erfscheiding              | 1924-1925                   |                           | Brink bij 31                     | 52° 15' 23" NB, 5° 13' 36" OL | 511270 | Erfscheiding met twee lantaarns |
| Meisjesschool | Onderwijs en wetenschap   | ca. 1900-1910               |                           | Brink 27                         | 52° 15' 25" NB, 5° 13' 34" OL | 511271 | Meisjesschool |
| De Warrekam | Klooster, kloosteronderdl | 1861                        |                           | Brink 29                         | 52° 15' 24" NB, 5° 13' 34" OL | 511272 | Meer afbeeldingen |
| Bakstenen muur met enkele gedenkstenen | Erfscheiding              | ca. 1925                    |                           | Brink bij 29                     | 52° 15' 23" NB, 5° 13' 34" OL | 511273 | Bakstenen muur met enkele gedenkstenen |
| St. Jansbasiliek | Kerk en kerkonderdeel     | 1924                        | Wolter te Riele           | Brink 31                         | 52° 15' 23" NB, 5° 13' 36" OL | 511274 | Meer afbeeldingen |
| Pastorie | Kerkelijke dienstwoning   | 1924                        | H.F. Smit                 | Brink 33                         | 52° 15' 22" NB, 5° 13' 36" OL | 511275 | Pastorie |
| Vrijstaand herenhuis | Woonhuis                  | 1910-1911                   | A.J. Kropholler           | Burgemeester van Nispenstraat 33 | 52° 15' 18" NB, 5° 13' 16" OL | 511276 | Vrijstaand herenhuis |
| Atelierwoning, met twee ateliers | Werk-woonhuis             | 1911                        | A.J. Kropholler           | Engweg 2                         | 52° 15' 14" NB, 5° 13' 14" OL | 511277 | Meer afbeeldingen |
| Villa Westerheide | Woonhuis                  | 1928-1929                   | Wouter Hamdorff           | Herdersweg 22                    | 52° 14' 59" NB, 5° 12' 18" OL | 511278 | Villa Westerheide |
| Pand dat in oorsprong acht ateliers herbergde, gebouwd als 'Het internationaal schildersatelier' | Welzijn, kunst en cultuur | 1920                        | A.J. Boland               | Jagersweg 13                     | 52° 15' 29" NB, 5° 13' 58" OL | 511279 | Meer afbeeldingen |
| St. Janskerkhof | Kapel                     | 1880-1900                   |                           | Langsakker op st Janskerk        | 52° 14' 48" NB, 5° 12' 29" OL | 511280 | Meer afbeeldingen |
| Villa | Woonhuis                  | 1909                        | K.P.C. de Bazel           | Rozenlaantje 8                   | 52° 15' 42" NB, 5° 12' 58" OL | 511281 | Villa |
| Voormalig raadhuis | Bestuursgebouw en onderdl | 1888                        | J.C. Jurriëns             | Eemnesserweg 1                   | 52° 15' 19" NB, 5° 13' 37" OL | 511282 | Meer afbeeldingen |
| Voormalige bibliotheek | Welzijn, kunst en cultuur | 1928                        | Wouter Hamdorff           | Torenlaan 19A                    | 52° 15' 33" NB, 5° 13' 38" OL | 511283 | Voormalige bibliotheek |
| Huize Oranjestein | Woonhuis                  | 1919-1922                   | Wouter Hamdorff           | Torenlaan 64                     | 52° 15' 47" NB, 5° 13' 51" OL | 511284 | Huize Oranjestein |
| Villa "Huizen Zevenende" | Woonhuis                  | 1925-1927                   | Wouter Hamdorff           | Vredelaan 44                     | 52° 14' 29" NB, 5° 13' 2" OL  | 511285 | Upload foto |